# Nicolas Bérejny
Nicolas Berejny, né le 27 juin 1968 à Condom, est un sportif handisport français pratiquant le ski alpin.

## Biographie
Malvoyant depuis un accident du travail en 1999, cet ancien rugbyman surpasse son handicap grâce à l'un de ses coéquipiers de l'équipe de rugby d'Eauze, Jean-Philippe Mauriet.
Pour les jeux de Turin, il décide de courir avec sa compagne Sophie Troc pour guide. Ensemble ils remportent trois médailles : le bronze dans l'épreuve de descente et surtout l'or olympique lors du slalom et du slalom géant. Pour les jeux de Vancouver, il obtient avec Sophie Troc pour guide, la seule médaille d'or française des Jeux de Vancouver en Super G.
Skieur français au plus grand palmarès.
Il est le premier à utiliser et à développer un système de communication bidirectionnel simultané en 2005.

## Palmarès

### Jeux paralympiques
| Épreuve / Édition               | Turin 2006 | Vancouver 2010 |
| Descente déficients visuels     | Bronze     |                |
| Super G déficients visuels      |            | Or             |
| Slalom Géant déficients visuels | Or         |                |
| Slalom déficients visuels       | Or         |                |

### Coupe du monde
- Vainqueur de la Coupe du monde 2005 au classement général (il gagne donc le globe de cristal).

### Championnats du monde
- Vice-champion du monde en 2004 de descente et de slalom spécial
- Champion du monde de Géant en 2009
- Champion du monde de descente en 2011
- Champion du monde en équipe en 2011

## Distinctions
Chevalier de l'ordre national de la Légion d'Honneur en 2006
Officier de l'Ordre national du Mérite en 2010.